# Arabis surculosa
Arabis surculosa är en korsblommig växtart som beskrevs av Nicola Terracciano. Arabis surculosa ingår i släktet travar, och familjen korsblommiga växter. Inga underarter finns listade i Catalogue of Life.